# Kaunertaler Gletscherstraße

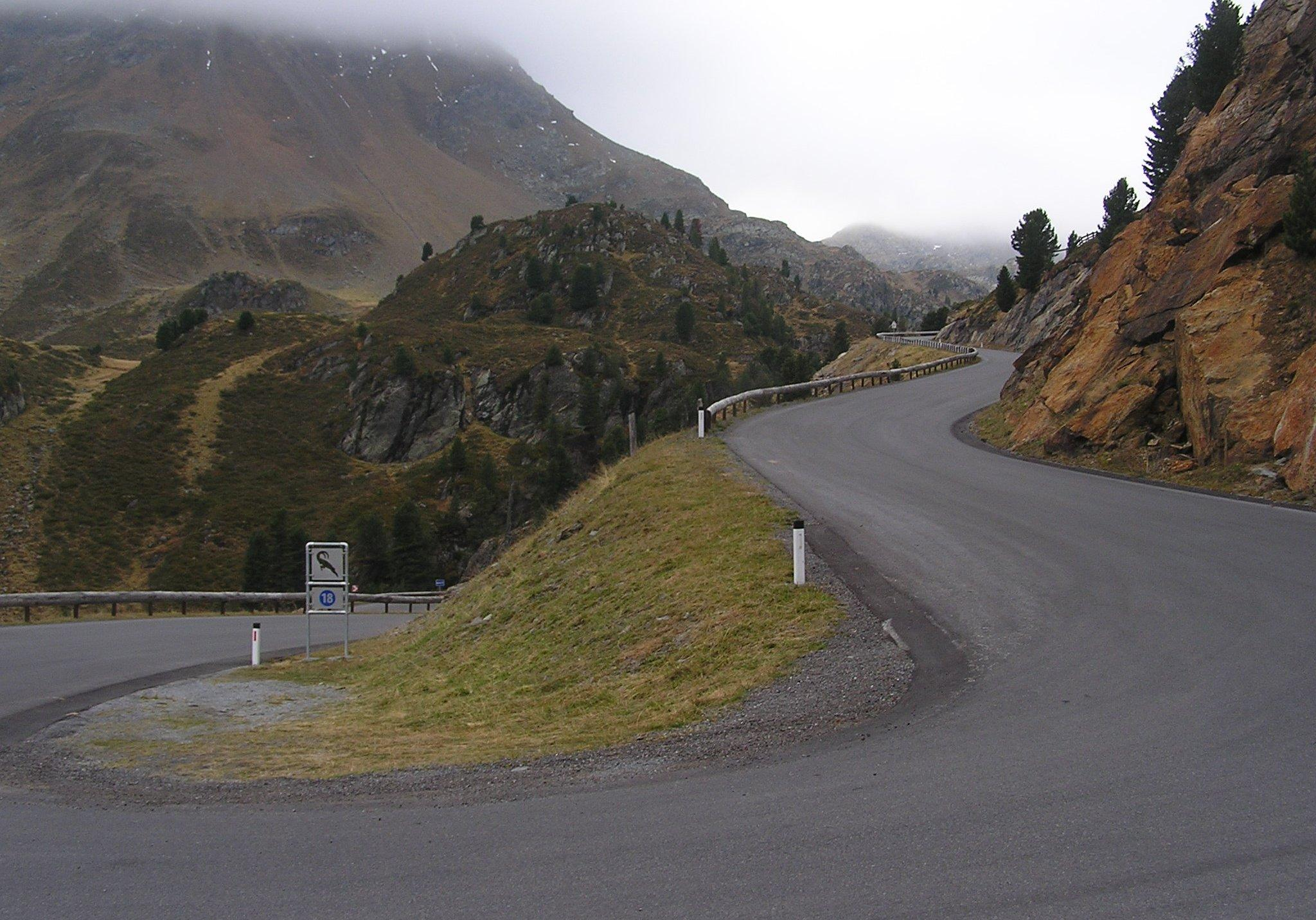
De Kaunertaler Gletscherstraße ter hoogte van de boomgrens

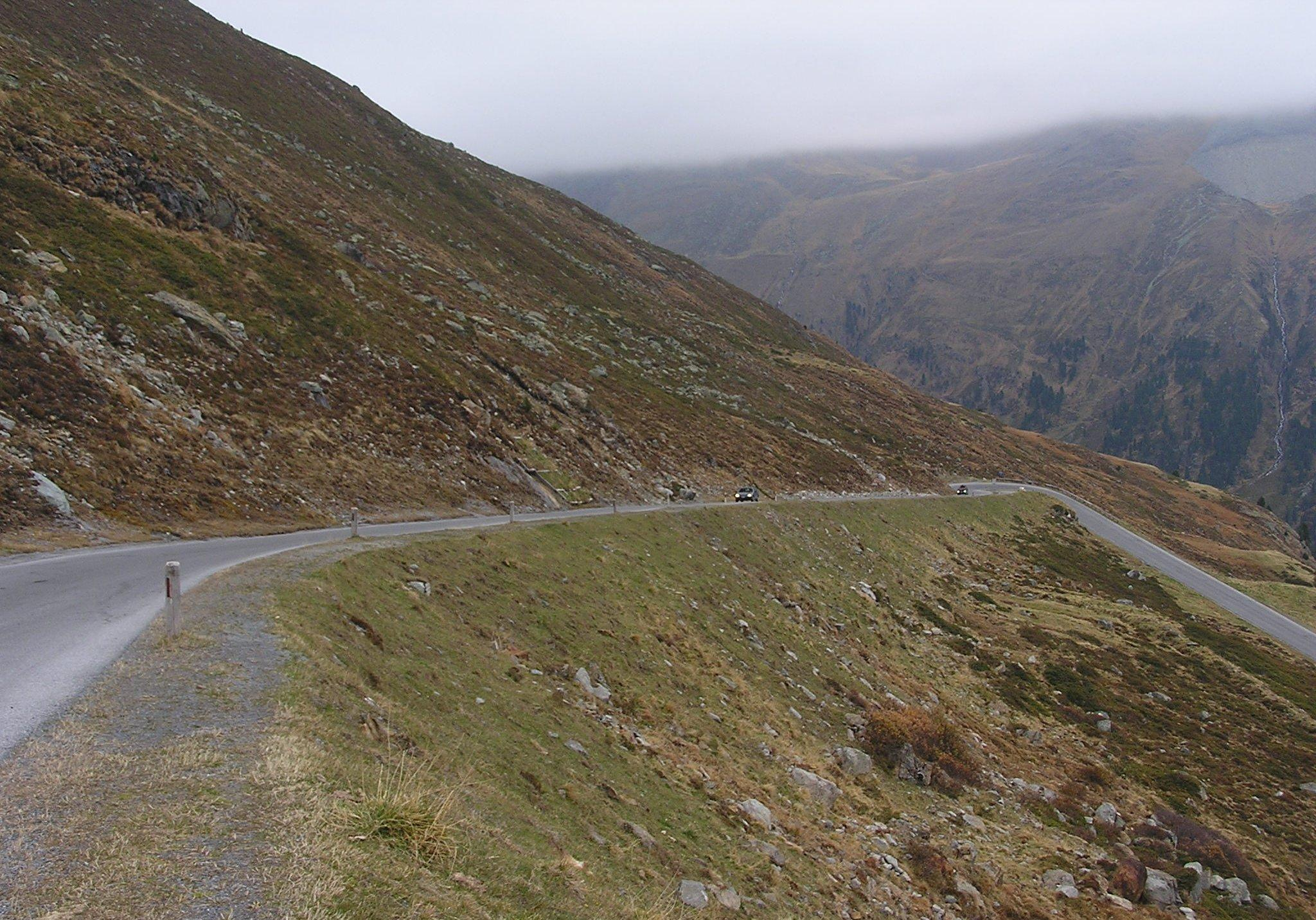
De Kaunertaler Gletscherstraße boven de boomgrens

De Kaunertaler Gletscherstraße is een hoogalpiene tolweg in de Oostenrijkse deelstaat Tirol die in 29 bochten vanaf het dorpje Grasse (1310 m.ü.A., gemeente Kaunertal), gelegen net ten zuiden van Feichten (1287 m.ü.A.) in het Kaunertal, aan het Gepatschspeicher en langs het Gepatschhaus (1925 m.ü.A.) voorbij voert tot aan het begin van de gletsjer Weißseeferner op ongeveer 2750 meter hoogte. Aldaar bevindt zich het skigebied Kaunertaler Gletscher dat in 1980 werd geopend. De Kaunertaler Gletscherstraße is een voortzetting van de Landesstraße Kaunertalstraße (L18), die vanuit het Oberinntal door de rest van het Kaunertal loopt. Voor het gebruik van de straat met een personenauto wordt € 24,- gerekend. De bushalte aan het einde van de straat is de hoogstgelegen bushalte van Oostenrijk.
Aan het eind van de Kaunertaler Gletscherstraße is meerdere malen de koninginnenrit van de Ronde van Oostenrijk geëindigd (1996 en 1999).
Sedert een aantal jaren vindt er op de Kaunertaler Gletscherstrasse ook de Handbike Battle plaats. Een wedstrijd met deelnemers uit diverse revalidatiecentra die alleen op handkracht de tocht naar boven volbrengen, om aan te tonen dat mensen met een dwarslaesie of amputatie ook topsport kunnen bedrijven. 